# Новосолдатское сельское поселение
Новосолдатское сельское поселение — муниципальное образование в Репьёвском районе Воронежской области.
Административный центр — село Новосолдатка.

## Известные уроженцы
- Дёгтев, Пётр Максимович (1918—2003) — Герой Советского Союза.
- Фёдор Кузьми́ч Сушко́в (11 марта 1923 — 12 июля 2006) — советский и российский скульптор и живописец.

## Административное деление
В состав поселения входит 1 населённый пункт — село Новосолдатка.

## Население
| 2010 | 2012 | 2013 | 2014 | 2015 | 2016 | 2017 |
| ---- | ---- | ---- | ---- | ---- | ---- | ---- |
| 849  | ↗862 | ↗866 | ↘856 | ↗876 | ↗903 | ↗948 |
| 2018 |      |      |      |      |      |      |
| ↘928 |      |      |      |      |      |      |